# アンソニー・イースト
アンソニー・イースト（Anthony East、本名不明、生年月日不明）は、1980年代半ばから1990年代に掛けてにフィリピンで製作されたアクション映画で活躍した俳優、助監督。
シルヴァー・スター・フィルム社の『ニンジャ刑事/ダブル・エッジ』（1985年/未/ビデオ）や『SFXリタリエーター』（1988年/未/ビデオ）ではトニー・イースト (Tony East) とクレジットされた。

## 来歴

### 俳優としての特徴
フィリピンで疑似米国映画を量産するシリオ・H・サンティアゴ監督の『コマンド・ファイター』（1985年/未/ビデオ）あたりから当地で製作されたアクション映画に登場した。来歴は不明な点が多いが、既に中年に達していたと思われる。疑似米国映画的な諸作からフィリピン・ローカルな作品にも出演した。そのほとんどが脇役で、小太りな体躯と髭面が印象的でもあった。主なものにイタリアのヴィンセント・ドーン（ブルーノ・マッテイ）監督の『ストライク・コマンドー2』（1988年/未/ビデオ）におけるメル・デーヴィッドスン扮する殺し屋に列車で絞殺されるヴェトナム帰還兵役もある。
時には悪役も演じ、ロマーノ・クリストフ主演の『ニンジャ刑事/ダブル・エッジ』（1985年/未ビデオ）のマフィアの首領や渡辺ケン監督の戦争アクション物の『地獄へのパスポート』（1988年/未/Vシネマ）に於けるヴェトコンと結託する売国奴など、憎らしい限りの存在感を示した。どちらかと言えば、権力の側の役が多く、腹黒そうで油断ならない役どころが目立つ。他にも『キング・マヒーの秘宝』（1988年/未/ビデオ）や『トライゴン・ファイヤー』（1989年/未/ビデオ）でも悪役だった。ターザン俳優のマイルズ・オキーフが主演した『野獣軍団/ファントム・レイダース』（1988年/未/ビデオ）ではドン・ホルツ、ジム・モス、ケネス・ピアーレスと共に主人公の味方の傭兵を演じた。

### 助監督としての活動
渡辺ケンの渡辺映画と大陸書房合作のベトナム戦争物『地獄へのパスポート』（1988年/Vシネマ）に出演してからは日本の業界と接点が出来、日本ビデオ映画のVシネマでは出演する傍ら助監督も務めた。高樹澪主演の『女ランボー』と柏原芳恵主演の『女死刑囚』（共に1991年）があり、後者は湾岸戦争終戦記念作品と宣材とVHSジャケットにコピーされていた。両作品共にビデオ撮影で、安手な印象は否めない。この流れから東映映画『極東黒社会』（1993年）への出演に繋がったが、以降の出演は途絶えている。

## フィルモグラフィ
1985年
- 『コマンド・ファイター』（未/ビデオ）（RCA/コロンビアから発売済み） シリオ・H・サンティアゴ監督、リチャード・ヒル、ブレンダ・バーキ出演
- 『ニンジャ刑事/ダブル・エッジ』（未/ビデオ）（松竹から発売済み） ジョン・ロイド（テディー・ページ）監督、ロン・クリストフ（ロマーノ・クリストフ）、ジョン・モス（ジム・モス）出演

1987年
- 『ビハインド・エネミー・ライン』（未ソフト化）シリオ・H・サンティアゴ監督、ロバート・パトリック出演
- 『エンジェル・コマンド』（ヘラルド/ネルソンから発売済み）（テレビ放映＝テレビ東京・木曜洋画劇場枠）シリオ・H・サンティアゴ監督、レベッカ・ホールデン出演
- 『タフ・コップ/マイアミ・コネクション』（未/ビデオ）（日本コロムビアから発売済み）ドミニク・エルモ・スミス監督、ロム・クリストフ（ロマーノ・クリストフ）出演

1988年
- 『SFXリタリエーター』（未/ビデオ）（チャンネルコミュニケーションズから発売済み）ジョン・ゲール（ジュン・ガラルド）監督、クリス・ミッチャム、リンダ・ブレア、ゴードン・ミッチェル出演
- 『キング・マヒーの秘宝』（未/ビデオ）（CIC/ビクターから発売済み）レナード・ヘイズ、ジム・ゲインズ（クレジット無し）共同監督、ゲーリー・ダニエルズ、ジム・ゲインズ、ジム・モス出演
- 『地獄へのパスポート』（Vシネマ）（コアラ・ブックスから発売済み）渡辺ケン監督、デーヴィッド・ライト、ジム・モス、マイケル・ウェルボーン出演
- 『野獣軍団/ファントム・レイダース』（未/ビデオ）（徳間コミュニケーションズから発売済み）ソニー・サンダース監督、マイルズ・オキーフ出演
- 『デザート・ウォーリアー』（未/ビデオ）（チャンネルコミュニケーションズから発売済み）ジム・ゴールドマン（ジュン・ガラルド）監督、ルー・フェリーニョ出演
- 『ストライク・コマンドー2』（未/ビデオ）（クレジットなし）（徳間コミュニケーションズから発売済み）ヴィンセント・ドーン（ブルーノ・マッテイ）監督、ブレント・ハッフ、リチャード・ハリス、ヴィック・ディアス出演
- 『ヘル・ミッション/怒りの奪還』（未/ビデオ）（CIC/ビクターから発売済み）ジョン・ライアン・グレース（タータ・エステバン）監督、ジョージ・ニコラス出演
- 『女戦士怒りの復讐』（未/ビデオ）（日本クラウンから発売済み）ジョーイ・ロメロ監督、ジュリア・モンゴメリー、ルエル・ヴァーナル出演
- 『戦場のならず者/ミッション・コンバット』（未/ビデオ）（東映/東北新社から発売済み）アンソニー・マハラジ監督、リチャード・ノートン出演

1989年
- 『トライゴン・ファイヤー』（未/ビデオ）（東芝映像から発売済み）ジョン・ロイド（テディー・ページ）監督、サム・ジョーンズ出演

1990年
- 『女バトル・ドッグ/地獄の逃走迷路』（未/ビデオ）（ハミングバード/ビクター音楽産業から発売済み）デーヴィッド・ハント（デーヴィッド・ハン）監督、アンドレア・ラマッシュ、コーウィン・スペリー、ロバート・マリウス出演
- 『ドン・ウィルソンのブラッド・フィスト2』（未ソフト化）ドン・ザ・ドラゴン・ウィルスン

1991年
- 『女ランボー』（Vシネマ）（日本ビデオ映画から発売済み）鈴木一平監督、高樹澪、沖田浩之、今井健二出演
- 『女死刑囚』（Vシネマ）（日本ビデオ映画から発売済み）柏原芳恵出演

1993年
- 『極東黒社会』（東映ビデオから発売済み）（クレジットなし）馬場昭格監督、役所広司、近藤真彦、ショー・コスギ、ロバート・マリウス、ジミー・ウォング、中条きよし出演